# Walsdorf (Luksemburg)
Walsdorf (lb. Waalsdref) – wieś (Uertschaft) w północno-wschodnim Luksemburgu, w kantonie Vianden, w gminie Tandel. Do 3 października 2015 miejscowość leżała w dystrykcie Diekirch, a do 31 grudnia 2005 należała do gminy Bastendorf. Liczy 58 mieszkańców (31 grudnia 2022). 